# Dormelletto
Dormelletto é uma comuna italiana da região do Piemonte, província de Novara, com cerca de 2.482 habitantes. Estende-se por uma área de 7 km², tendo uma densidade populacional de 355 hab/km². Faz fronteira com Angera (VA), Arona, Castelletto sopra Ticino, Comignago, Sesto Calende (VA).

## Demografia
| Variação demográfica do município entre 1861 e 2011                               |
|                                                                                   |
| Fonte: Istituto Nazionale di Statistica (ISTAT) - Elaboração gráfica da Wikipedia |